# Springerendspiel
Ein Springerendspiel ist ein Endspiel in einer Schachpartie oder -studie, bei dem neben den beiden Königen nur noch ein oder mehrere Springer und Bauern auf dem Brett sind.
Springerendspiele ohne Bauern sind weitgehend trivial: Ein einzelner Springer kann selbst theoretisch nicht mattsetzen. Zwei Springer gewinnen nur bei grob fehlerhaftem Spiel des Gegners, ansonsten können sie lediglich ein Patt erreichen. Drei Springer (von denen mindestens einer durch Bauernumwandlung entstanden sein muss) gewinnen dagegen problemlos; jedoch ist gemäß einer kompletten retrograden Computeranalyse ein erzwungenes Mattsetzen des gegnerischen Königs nur auf Randfeldern möglich.

## Verschiedene Materialverteilungen
Man unterscheidet in der Praxis mehrere typische Ausgangskonstellationen:

### Ein Springer gegen Bauer
Obwohl ein Springer nominell mehr wert ist als ein Bauer, kämpft die Springerpartei meist um das Remis, da eine Bauernumwandlung in der Regel zum Gewinn für die Gegenpartei führt. Die Springerpartei muss daher das Umwandlungsfeld des Bauern zuverlässig kontrollieren, und falls ihr König zu weit entfernt ist, muss sich der Springer gegebenenfalls gegen den Bauern opfern. Da der Springer eine relativ kurze Reichweite und insbesondere am Rand des Brettes weniger Zugmöglichkeiten als im Zentrum hat, kann er gegnerische Bauern auf der a- oder h-Linie am schwersten bekämpfen. Wegen seiner kurzen Reichweite hat der Springer auch Schwierigkeiten, gegen mehrere Bauern anzukommen. Je mehr Linien die Bauern voneinander entfernt sind, desto schwieriger ist das Remis für die Springerpartei erreichbar. Je weiter die Bauern noch vom Umwandlungsfeld entfernt sind, desto besser sind die Verteidigungschancen der Springerpartei. Gegen drei Bauern ist sie in den meisten Fällen chancenlos, wenngleich es einige Ausnahmen gibt.
Die einzige Gewinnmöglichkeit der Springerpartei besteht dann, wenn der König der Bauernpartei vor einem eigenen Randbauern eingesperrt ist. Kann die Bauernpartei per Zugzwang genötigt werden, ihren König in die Brettecke zu ziehen und sich mit dem eigenen Bauern das letzte Fluchtfeld zu nehmen, so kann der Springer ein Ersticktes Matt geben.

### Springer und Bauer gegen Springer
Dieses Endspiel endet häufig remis, weil die unterlegene Partei ihren Springer gegen den verbliebenen Bauern opfern kann. In einigen Situationen, in denen der Bauer bereits weit vorgerückt ist und von seinem König unterstützt wird, besteht für die stärkere Seite die Möglichkeit, den eigenen Springer zu opfern, um den verteidigenden Springer von der Kontrolle des Umwandlungsfeldes des Bauern abzulenken.
Beispiel: Studie von Ladislav Prokeš, Groš, 1938
|   | a | b | c | d | e | f | g | h |   |
| 8 |   |   |   |   |   |   |   |   | 8 |
| 7 |   |   |   |   |   |   |   |   | 7 |
| 6 |   |   |   |   |   |   |   |   | 6 |
| 5 |   |   |   |   |   |   |   |   | 5 |
| 4 |   |   |   |   |   |   |   |   | 4 |
| 3 |   |   |   |   |   |   |   |   | 3 |
| 2 |   |   |   |   |   |   |   |   | 2 |
| 1 |   |   |   |   |   |   |   |   | 1 |
|   | a | b | c | d | e | f | g | h |   |

Aber auch zur Verteidigung ist das Motiv der Ablenkung geeignet, wie diese Studie demonstriert.
In dieser Position wird der Bauer lediglich vom Springer unterstützt. Beim Figurenfang ist daher Vorsicht geboten.

Lösung:

1. Sb5 Kc8

Verfehlt wäre nun 2. Kc2? Sa3+! lenkt den weißen Springer von seiner Hauptaufgabe ab 3. Sxa3 Kc7! Der weiße König hat c2 für seinen Springer verstellt. 4. Sc4 Kb8 und der Bauer geht verloren oder 4. a7 Kb7! 5. Sb5 Ka8! mit Einnahme einer Festung und theoretischem Remis. Deshalb besser

2. Kc1! Sa3

3. Sxa3 Kc7

4. Sc2! Kb6

5. Sb4 gewinnt

### Springer und Bauern gegen Springer und Bauern
Ähnlich wie in Bauernendspielen und im Gegensatz zu Schwerfigurenendspielen mit Dame oder Turm ist in Springerendspielen ein materielles Übergewicht einer Seite oft zum Gewinn ausreichend. Ansonsten kommt es, wie in anderen Endspielen auch, auf positionelle Faktoren wie aktive Figurenstellung, Freibauern etc. an.

### Zwei Springer gegen Bauer
|   | a | b | c | d | e | f | g | h |   |
| 8 |   |   |   |   |   |   |   |   | 8 |
| 7 |   |   |   |   |   |   |   |   | 7 |
| 6 |   |   |   |   |   |   |   |   | 6 |
| 5 |   |   |   |   |   |   |   |   | 5 |
| 4 |   |   |   |   |   |   |   |   | 4 |
| 3 |   |   |   |   |   |   |   |   | 3 |
| 2 |   |   |   |   |   |   |   |   | 2 |
| 1 |   |   |   |   |   |   |   |   | 1 |
|   | a | b | c | d | e | f | g | h |   |

Obwohl zwei Springer gegen den alleinigen König das Matt nicht erzwingen können, gibt es Gewinnmöglichkeiten, falls die schwächere Seite noch einen Bauern besitzt und dieser noch nicht weit vorgerückt ist. Das von Alexei Troizki umfassend dargelegte Gewinnverfahren sieht vor, dass ein Springer den Bauern durch Blockade am Vordringen hindert. Der andere Springer treibt zusammen mit dem König den gegnerischen König in eine Ecke. Danach wird der Blockadespringer zum Mattsetzen herangeführt. Dabei kann man dem König alle Zugmöglichkeiten nehmen, weil Schwarz mit dem Bauern wieder ziehen kann.
Ist der Bauer jedoch bereits weit genug vorgerückt, so kann er durch seine Umwandlungsdrohung das drohende Matt verhindern. Im höheren Sinne ist der Bauer unverletzlich, weil durch das Schlagen dieses Bauern die Partie elementar remis ist.
Dieses in der Praxis seltene Endspiel ist sehr schwierig und die Gewinnführung wird durch die 50-Züge-Regel erschwert.
Die Troizki-Linie gibt eine Orientierungshilfe für jeden mit einem Springer blockierten Bauern bei der Beurteilung der Stellung. Ist der Bauer noch nicht weiter als bis zu dieser Linie vorgerückt, so ist das Endspiel bei beliebiger Stellung des zum Bauern gehörenden Königs gewonnen.
Für die Gewinnführung der Diagrammstellung sind bei beiderseits bestem Spiel 115 Züge erforderlich. Eine komplette fehlerlose Analyse solcher Stellungen gelang erst durch den Einsatz computergenerierter Endspieldatenbanken, welche die grundlegenden Erkenntnisse Troizkis bestätigten.
Nachfolgende Partie illustriert wesentliche Phasen in diesem Endspieltyp.
|   | a | b | c | d | e | f | g | h |   |
| 8 |   |   |   |   |   |   |   |   | 8 |
| 7 |   |   |   |   |   |   |   |   | 7 |
| 6 |   |   |   |   |   |   |   |   | 6 |
| 5 |   |   |   |   |   |   |   |   | 5 |
| 4 |   |   |   |   |   |   |   |   | 4 |
| 3 |   |   |   |   |   |   |   |   | 3 |
| 2 |   |   |   |   |   |   |   |   | 2 |
| 1 |   |   |   |   |   |   |   |   | 1 |
|   | a | b | c | d | e | f | g | h |   |

58. … g6–g5! Der Bauer verlässt die Troizki-Linie, Schwarz kann Remis halten.

59. Sd4+ Kc5

60. Sf5 g4 Je weiter der Bauer nach vorn kommt, desto geringer werden die Möglichkeiten für Weiß.

61. Sg3 Kd4 Eine einfache Strategie zum Remis wäre, den schwarzen König in der Nähe von a8 zu halten.

62. Kf2 Kc3 Schwarz versucht, die Abdrängung seines Königs zu erschweren.

63. Sd1+ Kd3

64. Ke1 Kc4

65. Kd2 Kd4

66. Sc3 Kc4

67. Sce2 Kd5

68. Kc3 Kc5

69. Sf4 Kc6

70. Kc4 Kd6

71. Sd3 Kc6

72. Se5+ Kd6

|   | a | b | c | d | e | f | g | h |   |
| 8 |   |   |   |   |   |   |   |   | 8 |
| 7 |   |   |   |   |   |   |   |   | 7 |
| 6 |   |   |   |   |   |   |   |   | 6 |
| 5 |   |   |   |   |   |   |   |   | 5 |
| 4 |   |   |   |   |   |   |   |   | 4 |
| 3 |   |   |   |   |   |   |   |   | 3 |
| 2 |   |   |   |   |   |   |   |   | 2 |
| 1 |   |   |   |   |   |   |   |   | 1 |
|   | a | b | c | d | e | f | g | h |   |

73. Kd4 Ke6 Der schwarze König wird weiter an den Rand gedrängt.

74. Sc4 Kf6

75. Se3 Ke6

76. Sef5 Kd7

77. Kd5 Kc7

78. Sd4 Kd7

79. Se6 Ke7

80. Nc5 Kf7

81. Kd6 Kf6? vergibt die letzte Gelegenheit, die Ecke a8 anzusteuern. Es rettet nur 81. … Ke8!  82. Ke6 Kd8! 83. Kd6 Kc8

82. Sce4+! Kf7 Karjakin demonstriert die Gewinnführung durch präzises Spiel.

83. Kd7! Kf8 Die Schlinge um den schwarzen König zieht sich weiter zusammen.

84. Sd6 Kg7

85. Ke6 Kg6

|   | a | b | c | d | e | f | g | h |   |
| 8 |   |   |   |   |   |   |   |   | 8 |
| 7 |   |   |   |   |   |   |   |   | 7 |
| 6 |   |   |   |   |   |   |   |   | 6 |
| 5 |   |   |   |   |   |   |   |   | 5 |
| 4 |   |   |   |   |   |   |   |   | 4 |
| 3 |   |   |   |   |   |   |   |   | 3 |
| 2 |   |   |   |   |   |   |   |   | 2 |
| 1 |   |   |   |   |   |   |   |   | 1 |
|   | a | b | c | d | e | f | g | h |   |

86. Sde4 Kg7

87. Ke7 Kg8 Etwas hartnäckiger ist 87. … Kg6 88. Kf8 Kh7 89. Kf7 Kh6 90. Kf6 Kh7 91. Sf5 Kg8 92. Ke7 g3 93. Sf6+! Kh8 94. Kf8! g2 95. Sh6 g1D 96. Sf7#

88. Kf6 Etwas schneller wäre 88. Sf5 mit Übergang zur Partiestellung nach 90. Ke7

88. … Kh7 oder 88. … Kf8 89. Sd6! Kg8 90. Sb5 Kf8 91. Sc7 Kg8 92. Se6 Kh7 93. Sf5 g3 94. Kf7! g2 95. Sg5+! Kh8 96. Sh4 g1D 97. Sg6#

89. Sf5 Kg8

90. Ke7 g3

91. Sf6+! Kh8

92. Kf8! Schwarz gab auf wegen g2 93. Sd(h)6 g1D 94. Sf7 matt